# Диме Пърличков
Диме Иванов Пърличков е български революционер, деец на Вътрешната македоно-одринска революционна организация.

## Биография
Диме Пърличков е роден в 1857 година или в или около 1861 година в централномакедонския град Велес, тогава в Османската империя. Присъединява се към ВМОРО в 1895 година и е десетар на Организацията. Работи във Велес с велешкия ръководител Велко Думев. Изпълнява терористични задачи в града. Действа и като четник. В 1903 година заедно с Димитър Сребров е осъден от властите на 101 година затвор.
На 24 март 1943 година, като жител на Велес, подава молба за българска народна пенсия, която е одобрена и пенсията е отпусната от Министерския съвет на Царство България.
Пърличков е баща на видния югославски актьор Петре Пърличко.